# Pantaleon Blasius
Pantaleon Blasius oder Blaesi (* um 1520 in Bautzen; † nach 1560) war ein deutscher evangelischer Geistlicher und Reformator der Grafschaft Hanau-Lichtenberg.

## Leben
Blasius stammte aus Schlesien und studierte Theologie an der Universität Löwen, wo er sich am 12. Juli 1536 immatrikulierte. 1543 wurde er Prediger der deutschen Gemeinde in Mömpelgard, 1545 jedoch auf Bitten des Grafen Philipp IV. von Hanau-Lichtenberg vom Rat der Stadt Straßburg als Pfarrer und Superintendent nach Pfaffenhofen entsandt. Er wurde mit der Durchführung der Reformation in der Grafschaft betraut und leitete 1545 die Reformationssynode in Buchsweiler. 1549 wurde er Pfarrer in Dörlisheim, 1554 in Kaiserslautern. 1556 war er Pfarrer an der Barfüßer-Klosterkirche in Heidelberg. Nach dem Konfessionswechsel in der Kurpfalz wurde er 1559 als Lutheraner entlassen.